# Semtalk
| QS-Informatik | Dieser Artikel wurde wegen inhaltlicher Mängel auf der Qualitätssicherungsseite der Redaktion Informatik eingetragen. Dies geschieht, um die Qualität der Artikel aus dem Themengebiet Informatik auf ein akzeptables Niveau zu bringen. Hilf mit, die inhaltlichen Mängel dieses Artikels zu beseitigen, und beteilige dich an der Diskussion! (+) Begründung: Verständlichmachen, Relevanz herausarbeiten, falls vorhanden. Geschichtliches (erstes Startup von 2001) . Auch: doi:10.1016/S1389-1286(03)00223-8 doi:10.1016/j.websem.2010.08.008 u.a.--Mahlzahn (Diskussion) 21:22, 5. Jul. 2020 (CEST) |

Semtalk ist eine Software zur Geschäftsprozessmodellierung, die auf Microsoft Visio basiert und verschiedene Modellierungsmethoden unterstützt. Sie wurde erstmals 2001 vom Startup SC4 als graphischer RDF-Schema-Editor veröffentlicht und wird seitdem von der Semtation GmbH mit Sitz in Potsdam weiterentwickelt.

## Funktionen
Im Bereich der Geschäftsprozessmodellierung und -optimierung werden die Modellierungsmethoden eEPK, KSA, BPMN, BPMN 2.0, ProMet sowie C-ENS unterstützt. Im Bereich der semantischen Suche wird die Modellierung von Ontologien in unterschiedlichen Formaten unterstützt.
Mit der Verwendung von Microsoft SharePoint als Repository, Portal und Dokumentenmanagement-System stehen dessen Funktionalitäten im Rahmen der Modellierung zur Verfügung. Alternativ zum Microsoft SharePoint können auch andere Systeme genutzt werden.
Ausgewählte Funktionen:
- Glossar-basierte Prozessmodellierung
- Beliebig tiefe Verfeinerungen innerhalb oder zwischen Modellen
- Publikation in HTML oder in Silverlight
- verschiedene XML-basierte Import- und Exportformate
- mehrsprachige Modelle
- Simulation
- Verwendung der Data Graphics aus Microsoft Visio
- Import aus dem SAP Solution Composer und dem Solution Manager

## Rezeption
Das Programm wurde u. a. auf der CeBit Hannover 2008 vorgestellt.
García-Castro und Gómez-Pérez untersuchten 2010 die Interoperabilität von verschiedenen Semantic-Web-Technologien mittels OWL. Sie bescheinigten Semtalk eine eher schlechtere Interoperabilität. Technologien mit OWL-ähnlichen Modellen schnitten besser ab.
Die Semtation GmbH ist Partner des vom BMBF unterstützten QURATOR-Projekt zur digitalen Kuratierung.